# Johann Gottlob Thierbach
Johann Gottlob Thierbach (* 8. August 1736 in Meuselwitz; † 10. August 1782 in Guben)  war ein deutscher Lehrer und Altertumsforscher.

## Leben
Johann Gottlob Thierbach studierte an der Universität Leipzig Theologie und Altertumswissenschaften.
Von 1762 bis 1763 arbeitete er in Dresden den ersten Teil der Erklärung zu Philipp Daniel Lippert’s Daktyliothek aus. Durch Empfehlung von Johann August Ernesti kam er 1764 als Konrektor an das Lyzeum nach Guben und wurde 1772 zum Rektor befördert.
1768 wurde er zusätzlich Mitarbeiter für Altertumskunde an der Neuen Bibliothek der schönen Wissenschaften und der freyen Künste von Friedrich Nicolai.
In seiner Tätigkeit als Lehrer zog er die Archäologie bei der Erklärung der alten Klassiker heran und war damit seiner Zeit weit voraus. Er versuchte auch die alte Sitte der Schulkomödien wiederzubeleben, erregte damit jedoch lediglich das Befremden seiner Kollegen und der Aufsichtsbehörde, dies wurde noch verstärkt durch seine Verteidigung Ob der h. Hieronymus bei seinen nächtlichen Bußandachten die Lustspiele des Plautus mit gutem Gewissen hat lesen können?, die er im April 1771 in einer Schulschrift veröffentlichte.
1777 gab er eine Erläuterung zum Mantuanischem Gefäß heraus, hierbei handelte es sich um eine antike Vase, die aus einem einzigen Onyx geschnitten, 1630 aus Mantua geraubt wurde und sich im Museum in Braunschweig befindet.
Nach seinem Tod wurde Friedrich Wilhelm Döring vorübergehend Rektor des Lyzeums.

## Schriften (Auswahl)
- Elogium Georg. Frantzkii Ic. Com. Pal. Caes. Cancellar. Et Consistor. Eccles. Praes. Saxo Gothani. Guben.
- Prolusio I. De Rebus Celeb. Basedovii. Gubenae.
- Den Hohen Namenstag des Durchlauchtigsten Fürsten und Herrn, Herrn Friedrich Augusts, Herzogs zu Sachßen, Jülich, Cleve, Berg, Engern und Westphalen, des zu welcher Festlichen Handlung einladet Johann Gottlob Thierbach, Conrecktor der Stadtschule zu Guben. Guben: Kühnische Officin, 1765
- Eine neue Erklärung des Petschafts des Michael Angelo. Guben 1770.[1]
- Durch diese Auslegung des erhaben gearbeiteten Sardonyr des Herrn Prof. Casanova in Dreßden sollte zu den Schulschauspielen, welche von dem Lyceum in Guben auf dem Schultheater aufgeführet werden, einladen Johann Gottlob Thierbach, Rector. Guben: Kühn, 1773.
- Durch diese Erklärung des berühmten Mantuanischen Gefässes, auf welchem die Thesmophorien des Ceres abgebildet sind. Guben 1777.